# Kefar H̱abad

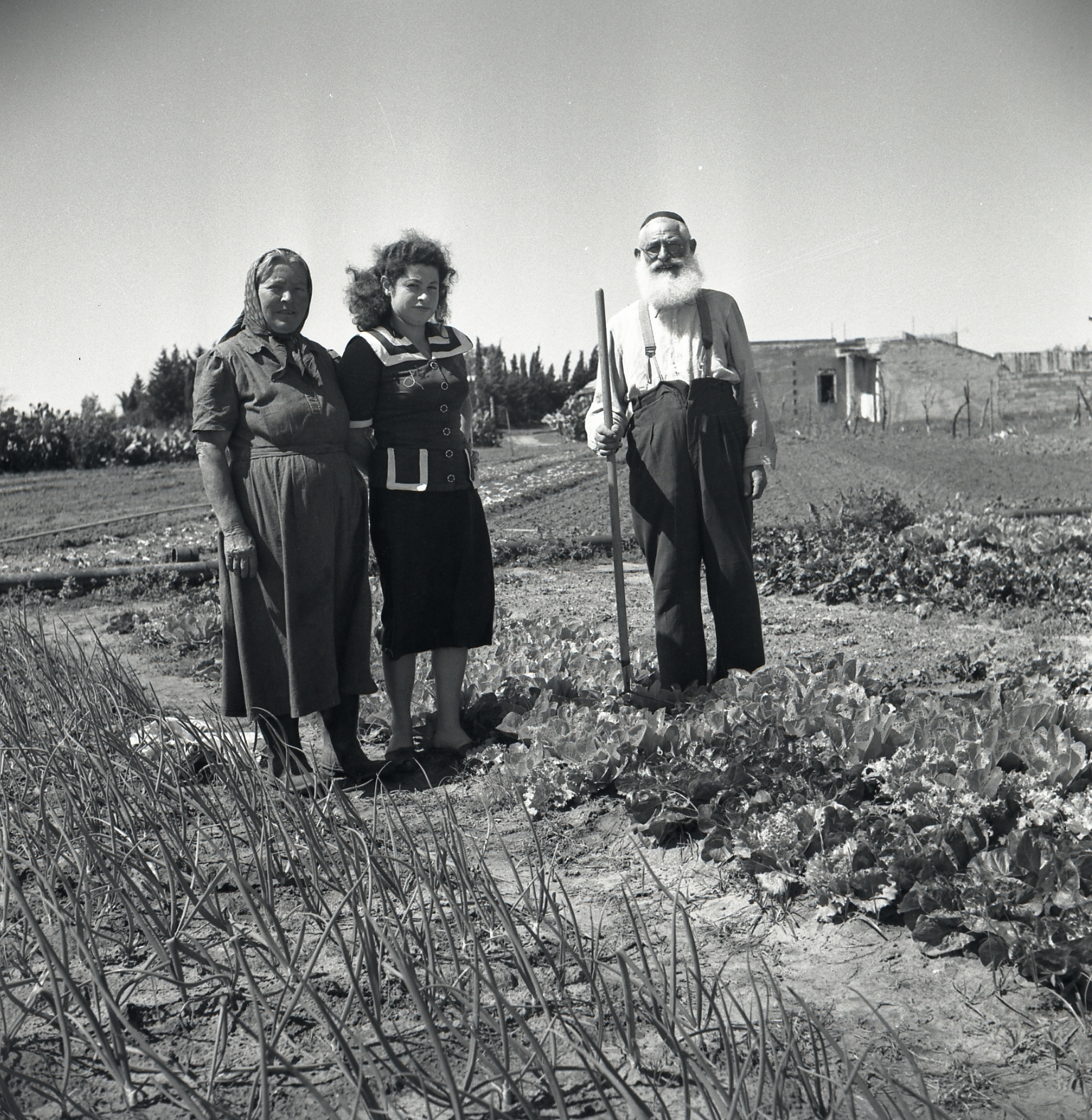
Kfar Habad, 1950

Kefar H̱abad (hebreiska: כפר חב’’ד) är en ort i Israel, som ligger omkring åtta kilometer sydost om Tel Aviv. Kefar H̱abad ligger 43 meter över havet och antalet invånare är 4 771.

## Historik

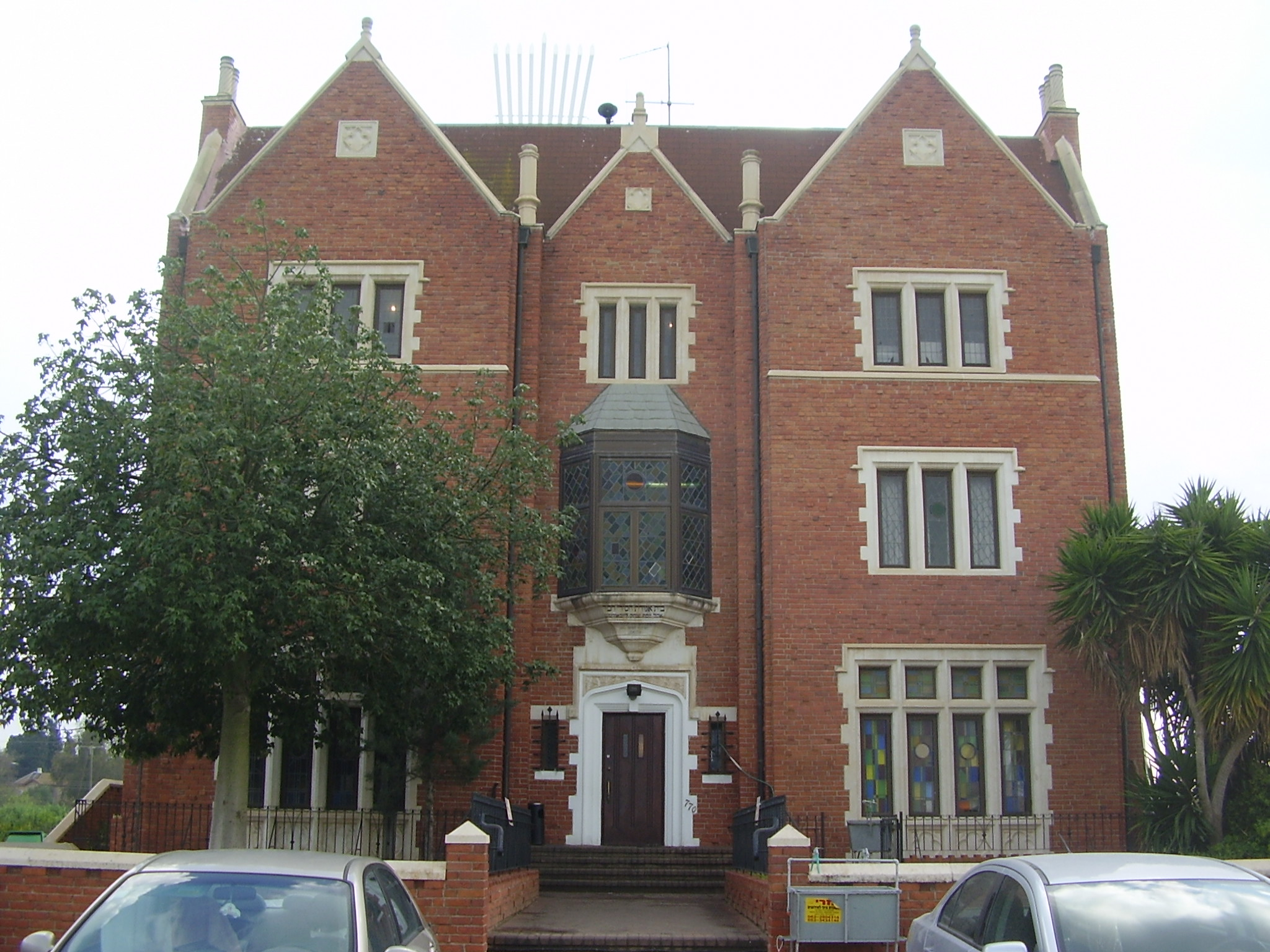
Replika av "770" i Kfar Chabad

Platsen var före 1949 den palestinska byn al-Safiriyya (under bysantinsk och korsfarartid känd också känd som Sapharea eller Saphyria). Under 1500-talet During gav sultanen byn  till Haseki Sultan-soppköket i Jerusalem. 
Kfar Chabad grundades 1949 av Yosef Yitzchak Schneersohn. Dess tidigaste invånare var främst invandrare från Sovjetunionen. 
I staden finns huvudkontoret för den chasidiska Chabad-Lubavitch-rörelsen i Israel. Staden har en replika av byggnaden "770", som är det internationella huvudkontoret för denna rörelse och ligger på 770 Eastern Parkway i Crown Heights i Brooklyn i New York i USA. Den uppförde på 1930-talet. Byggnaden används som synagoga.

## Topografi
Terrängen runt Kfar H̱abad är platt. Runt Kefar H̱abad är det mycket tätbefolkat, med 1 819 invånare per kvadratkilometer. Närmaste större samhälle är Tel Aviv, 12,3 km nordväst om Kefar H̱abad. Trakten runt Kfar H̱abad består till största delen av jordbruksmark.